# Памятная медаль Серебряного юбилея короля Олафа V
Медаль Серебряного юбилея правления короля Олафа V – памятная государственная награда Королевства Норвегия.

## История
Медаль Серебряного юбилея правления короля Олафа V была учреждена в 1982 году в ознаменование 25-летнего юбилея нахождения на норвежском троне короля Олафа V. Медаль предназначена для награждения членов королевской семьи, государственных чиновников, судей, военных и работников иностранных посольств.

## Описание
Медаль круглой формы из серебра с королевской геральдической короной на верху.
Аверс несёт на себе профильный портрет короля Олафа V. По окружности надпись: «• OLAV V • NORGES KONGE».
На реверсе в центре королевская коронованная монограмма Олафа V.
К короне прикреплено кольцо, при помощи которого медаль крепится к ленте.
 Лента медали шёлковая, муаровая, красного цвета с серебряной планкой, на которой выбита дата: «1957-1982».
Медаль, вручаемая женщинам, была прикреплена к ленте, сложенной бантом.